# 2022-es öttusa-világbajnokság
A 2022-es öttusa-világbajnokságot, amely a 61. volt, az egyiptomi Alexandriában rendeztek 2022. július 23. és 31. között. Az öt versenyszám a hagyományos vívás, úszás, lovaglás és a lövészettel kombinált futás voltak.

## Érmesek

### Férfiak
| Versenyszám | Arany                                                                 | Arany | Ezüst                                                   | Ezüst | Bronz                                                   | Bronz |
| ----------- | --------------------------------------------------------------------- | ----- | ------------------------------------------------------- | ----- | ------------------------------------------------------- | ----- |
| Egyéni      | Joseph Choong · Nagy-Britannia                                        | 1514  | Mohamed Elgendy · Egyiptom                              | 1512  | Szép Balázs · Magyarország                              | 1507  |
| Csapat      | Franciaország · Christopher Patte · Valentin Prades · Valentin Belaud | 4491  | Magyarország · Szép Balázs · Demeter Bence · Böhm Csaba | 4479  | Németország · Marvin Dogue · Pele Uibel · Patrick Dogue | 4417  |
| Váltó       | Dél-Korea · Jung Jinhwa · Jun Woongtae                                | 1427  | Egyiptom · Eslam Hamad · Ahmed Hamed                    | 1419  | Csehország · Matouš Tůma · Filip Houška                 | 1408  |

### Nők
| Versenyszám | Arany                                                            | Arany | Ezüst                                                | Ezüst | Bronz                                                        | Bronz |
| ----------- | ---------------------------------------------------------------- | ----- | ---------------------------------------------------- | ----- | ------------------------------------------------------------ | ----- |
| Egyéni      | Elena Micheli · Olaszország                                      | 1416  | Gulyás Michelle · Magyarország                       | 1412  | İlke Özyüksel · Törökország                                  | 1405  |
| Csapat      | Nagy-Britannia · Charlie Follett · Olivia Green · Jessica Varley | 4161  | Dél-Korea · Kim Sunwoo · Seong Seungmin · Jang Haeun | 3987  | Magyarország · Gulyás Michelle · Simon Sarolta · Guzi Blanka | 3815  |
| Váltó       | Egyiptom · Haydy Morsy · Amira Kandil                            | 1298  | Mexikó · Mariana Arceo · Mayan Oliver                | 1291  | Dél-Korea · Kim Sehee · Kim Sunwoo                           | 1260  |

### Vegyes
| Versenyszám | Arany                                 | Arany | Ezüst                                           | Ezüst | Bronz                                    | Bronz |
| ----------- | ------------------------------------- | ----- | ----------------------------------------------- | ----- | ---------------------------------------- | ----- |
| Váltó       | Dél-Korea · Kim Sunwoo · Jun Woongtae | 1393  | Nagy-Britannia · Joseph Choong · Jessica Varley | 1380  | Törökország · Bugra Ünal · İlke Özyüksel | 1376  |

## Éremtáblázat
|          | Nemzet             | Arany | Ezüst | Bronz | Összesen |
| 1.       | Dél-Korea          | 2     | 1     | 1     | 4        |
| 2.       | Egyesült Királyság | 2     | 1     | 0     | 3        |
| 3.       | Egyiptom           | 1     | 2     | 0     | 3        |
| 4.       | Franciaország      | 1     | 0     | 0     | 1        |
| 4.       | Olaszország        | 1     | 0     | 0     | 1        |
| 6.       | Magyarország       | 0     | 2     | 2     | 4        |
| 7.       | Mexikó             | 0     | 1     | 0     | 1        |
| 8.       | Törökország        | 0     | 0     | 2     | 2        |
| 9.       | Németország        | 0     | 0     | 1     | 1        |
| 9.       | Csehország         | 0     | 0     | 1     | 1        |
| Összesen | Összesen           | 7     | 7     | 7     | 21       |